# Vechta (distrito)
Vechta é um distrito (kreis ou landkreis) da Alemanha localizado no estado de Baixa Saxônia.

## Cidades e municípios
| Cidades                                 | Municípios                                                                       |
| --------------------------------------- | -------------------------------------------------------------------------------- |
| 1. Damme 2. Dinklage 3. Lohne 4. Vechta | 1. Bakum 2. Goldenstedt 3. Holdorf 4. Neuenkirchen-Vörden 5. Steinfeld 6. Visbek |

|  |